# 도미타 잇파쿠

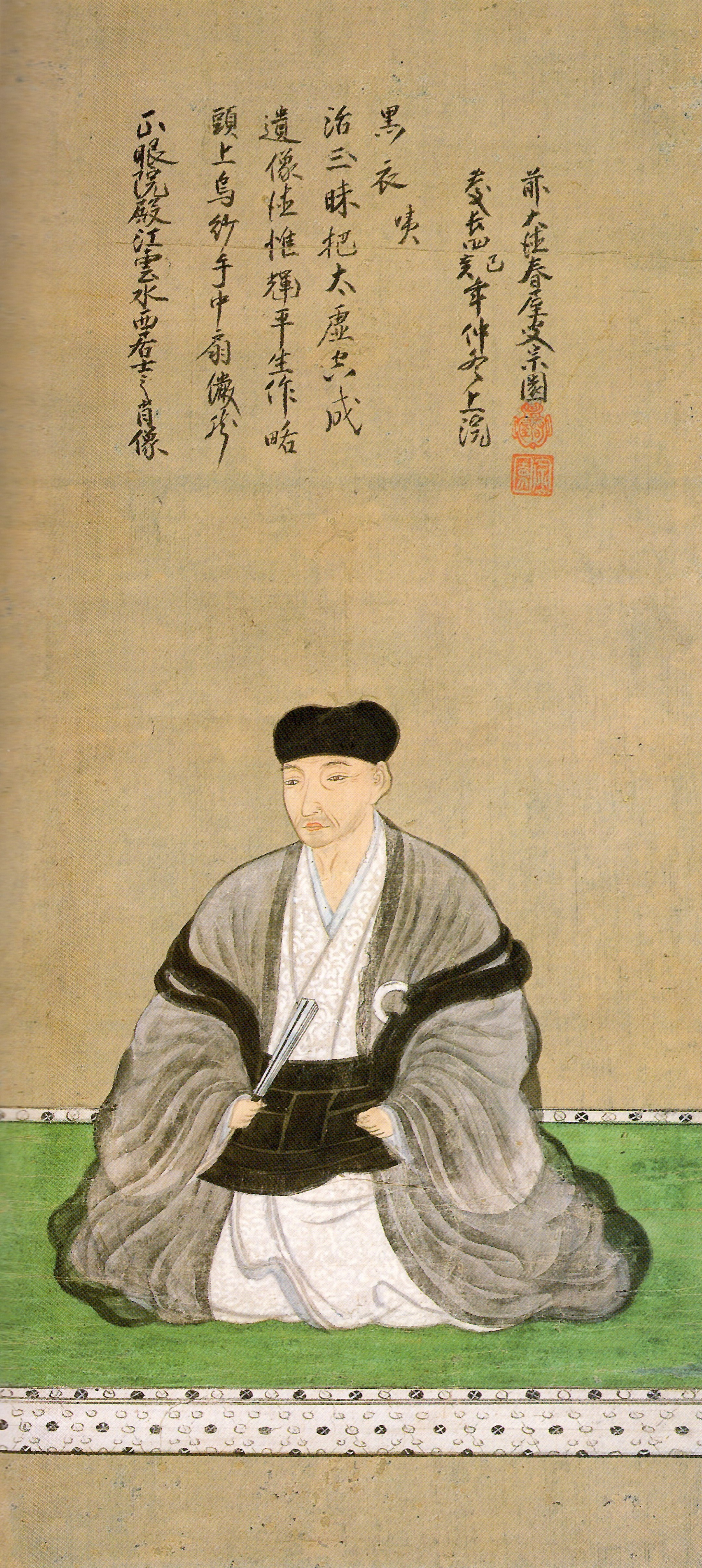
도미타 잇파쿠

도미타 잇파쿠/가즈노부(일본어: 富田一白, 생년 미상 ~ 1599년 12월 15일)는 센고쿠 시대부터 아즈치모모야마 시대까지의 무장, 다이묘이다. 이세 아노쓰 성주(쓰번조). 도요토미 히데요시의 측근이었다. 봉행중 중 한명이다. 통칭은 도미타 사콘(富田左近). 자식은 노부타카, 다카사다, 사노 노부요시 등이 있다.